# Tiroidni hormon
|  |  |
|  |  |

Tiroidni hormoni, trijodotironin (T3) i tiroksin (T4), su na tirozinu bazirani hormoni koje proizvodi štitasta žlezda. Oni su prvenstveno odgovorni za regulaciju metabolizma. Jod je neophodan za proizvodnju T3 i T4. Nedostatak joda dovodi do njihove umanjene produkcije, uvećanja tiroidnog tkiva i dolazi do pojave bolesti poznate kao gušavost. Glavni oblik tiroidnog hormona u krvi je tiroksin (T4), koji ima duži poluživot od T3. Odnos T4 i T3 oslobođenih u krvi je oko 20 na 1. T4 se konvertuje do aktivnog T3 (tri do četiri puta potentnijeg od T4) u ćelijama putem dejodinacije (5'-jodinaze). Daljom dekarboksilacijom i dejodinacijom se formiraju jodotironamin (T1a) i tironamin (T0a).

## Cirkulacija i transport

### Transport u plazmi
Najveći deo tiroidnog hormona koji cirkuliše u krvi je vezan za transportne proteine. Samo veoma mala frakcija cirkulišućeg hormona je slobodna (nevezana) i biološki aktivna, te stoga merenje koncentracije slobodnog tiroidnog hormona ima veliku dijagnostičku vrednost.
| Tip                                                           | Procenat |
| ------------------------------------------------------------- | -------- |
| vezan za TBG (globulin koji vezuje tiroksin)                  | 70%      |
| vezan za transtiretin (prealbumin koji vezuje tiroksin, ili ) | 10-15%   |
| paraalbumin                                                   | 15-20%   |
| nevezani T4 (4)                                               | 0.03%    |
| nevezani T3 (3)                                               | 0.3%     |

### Membranski transport
Tiroidni hormoni ne mogu da prolaze kroz ćelijske membrane putem pasivnog transporta poput drugih lipofilnih supstanci. Jod u o-poziciji pojačava kiselost fenolne OH-grupe, proizvodeći negativno naelektrisanje pri fiziološkom pH. Međutim, najmanje 10 različitih aktivnih, zavisnih od energije i genetički regulisanih jodotironinskih transportera je identifikovano kod ljudi. Oni osiguravaju viši nivo intracelularnog tiroidnog hormona od nivoa u krvi.

### Intracelularni transport
Malo se zna o intraćelijskoj kinetici tiroidnih hormona. Nedavno je pokazano da kristalin CRYM vezuje 3,5,3′-trijodotironin in vivo.